# مارودانا
مارودانا (به لاتین: Maruddana) یک منطقهٔ مسکونی در سری‌لانکا است که در استان مرکزی (سری‌لانکا) واقع شده‌است.